# Neoempheria apicalis
Neoempheria apicalis är en tvåvingeart som beskrevs av Kertesz 1909. Neoempheria apicalis ingår i släktet Neoempheria och familjen svampmyggor.
Artens utbredningsområde är Peru. Inga underarter finns listade i Catalogue of Life.